# Festival du cinéma latino-américain et caribéen de Margarita
Le Festival du cinéma latino-américain et caribéen de Margarita (espagnol : Festival de Cine Latinoamericano y Caribeño de Margarita — FilMar) est un événement culturel d'envergure internationale, qui vise à créer des espaces de diffusion, de promotion et de valorisation des meilleurs films vénézuéliens, latino-américains et caribéens. Il a vu le jour en 2008, grâce à la Plateforme du cinéma et des médias audiovisuels du ministère de la Culture du Venezuela, avec la distribution nationale Amazonia Films comme organisateur. Il se déroule chaque année au mois d'octobre sur l'île touristique de Margarita. Son prix principal est le Pélican (espagnol : El Pelicano),.
Le festival est ouvert à tous et est considéré comme un lieu où les enfants défavorisés peuvent aller voir les films projetés en public, ce qui leur permet de découvrir un autre type de médias que les superproductions diffusées dans les cinémas.

## Catégories
- Meilleur film latino-américain et caribéen de fiction
- Meilleur film latino-américain et caribéen documentaire
- Animation latino-américaine et caribéenne
- Long métrage vénézuélien de fiction
- Long métrage vénézuélien documentaire
- Moyen métrage vénézuélien de fiction
- Moyen métrage vénézuélien documentaire
- Court métrage vénézuélien de fiction
- Court métrage vénézuélien documentaire
- Prix du public
- Prix de la Fédération des écoles d'image et de son d'Amérique latine (FEISAL)
- Prix du meilleur montage et de la meilleure édition de la Société cinématographique des éditeurs du Venezuela (SCEV)